# 헬무트 자이프트
헬무트 자이프트(독일어: Helmut Seibt, 1929년 6월 25일~1992년 7월 21일)는 오스트리아의 피겨스케이팅 선수이다. 1952년 동계 올림픽에서 은메달을 획득했고, 1951년 세계 선수권 대회에서 동메달을 획득했다.

## 생애
빈에서 태어난 자이프트는 4세 때 스케이트를 배우기 시작했다. 그는 루돌프 쿠처와 카를 셰퍼의 지도를 받으며 빈 헤르날스를 연고로 둔 엥겔만 클럽 소속으로 활동했다. 제2차 세계 대전 이후에는 잉게 린트졸라어의 지도를 받았으며, 1946년부터 1948년까지 주지 기비슈와 함께 페어 스케이팅 선수로 활동했다. 두 사람은 오스트리아 선수권 대회 페어 부문 3회 준우승을 달성했고, 1947년에 생애 첫 오스트리아 선수권 대회에서 남자 싱글 은메달을 획득했다. 1948년에는 스위스 장크트모리츠에서 열린 1948년 동계 올림픽에 출전했고 남자 싱글 부문 9위에 올랐으며 페어 부문 11위에 올랐다. 
1949년에는 이탈리아 밀라노에서 열린 1949년 유럽 선수권 대회에서 동메달을 획득하며 처음으로 국제 대회 메달을 획득했다. 이후 노르웨이 오슬로에서 열린 1951년 유럽 선수권 대회에서 은메달을 획득했으며, 이듬해인 1951년에는 스위스 취리히에서 열린 1951년 유럽 선수권 대회에서 금메달을 획득했으며, 같은 해에 밀라노에서 열린 열린 1951년 세계 선수권 대회에서 동메달을 획득했다. 
1952년에는 오슬로에서 열린 1952년 동계 올림픽에 출전했고, 미국의 딕 버튼의 뒤를 이어 은메달을 획득했다. 그 해에 현역에서 은퇴한 후, 빈 아이스쇼에 3년 동안 참가했다. 1956년 3월 피겨스케이팅 선수 잉게 레그너와 결혼했으며, 1955년부터 오스트리아와 서독, 이탈리아 등지에서 피겨스케이팅 코치로 활동하면서 하나 아이겔, 레기네 하이처, 베아트릭스 슈바, 귄터 안데를, 로날트 코펠렌트, 페터 요나스, 클라우디아 빈더, 헬무트 빈더, 디아나 힝코, 하인츠 되플 등의 오스트리아 국가대표 선수를 양성했다. 1992년 7월에 63세의 나이로 세상을 떠났다. 
2013년부터 2016년까지 오스트리아에서는 그의 이름을 딴 피겨스케이팅 국제 대회인 헬무트 자이프트 메모리얼이 개최되었다.

## 대회 기록

### 싱글
| 대회             | 1947 | 1948 | 1949 | 1950 | 1951 | 1952 |
| ---------------- | ---- | ---- | ---- | ---- | ---- | ---- |
| 올림픽           |      | 9위  |      |      |      | 2위  |
| 세계 선수권 대회 |      | 7위  | 5위  | 4위  | 3위  | 4위  |

### 페어
| 대회             | 1946 | 1947 | 1948 |
| ---------------- | ---- | ---- | ---- |
| 올림픽           |      |      | 11위 |
| 세계 선수권 대회 |      |      | 13위 |